# Norman Thomas Gilroy
 Norman Thomas Gilroy (ur. 22 stycznia 1896 w Sydney, zm. 21 października 1977 tamże) – australijski duchowny katolicki, arcybiskup Sydney i kardynał.

## Życiorys
Przyszedł na świat w rodzinie pochodzącej z Irlandii. W 1914 wstąpił do armii australijskiej i brał udział w kampanii I wojny światowej. Od 1916 pobierał naukę w Sydney, a w latach 1919–1924 w Rzymie. Studia zakończył doktoratem z teologii. 24 grudnia 1923 otrzymał święcenia kapłańskie z rąk kardynała Willema van Rossuma. Powrócił do kraju i pracował duszpastersko. W latach 1930–1935 kanclerz kurii biskupiej Lismore. 
10 grudnia 1934 otrzymał nominację na biskupa Port Augusta. Sakry udzielił arcybiskup Filippo Bernardini, delegat apostolski do Australii. W 1937 został koadiutorem arcybiskupa Sydney Michaela Kelly’ego. Sukcesję po nim przejął 8 marca 1940. Na konsystorzu w 1946 podniesiony do rangi kardynała prezbitera z tytułem Santi Quattro Coronati. Był tym samym pierwszym Australijczykiem obdarzonym tą godnością. Jego energiczne rządy sprawiły, iż w 1970 roku otrzymał tytuł Australijczyka roku, a rok wcześniej królowa Elżbieta II nadała mu tytuł szlachecki. Był pierwszym kardynałem od czasów Reformacji obdarzonym tą godnością. W 1971 zrezygnował z kierowania archidiecezją i udał się na emeryturę. Zmarł w Sydney i tam też został pochowany.